# SimCity (videójáték, 2013)
A SimCity egy városépítő, gazdasági szimuláció videójáték, mely a SimCity sorozat ötödik kiadása, melyet a Maxis készített. A Windows verzió 2013. március 8-án jelent meg, az OS X verzió augusztus 29-én.
A játék a SimCity sorozat újraindulásának tekinthető. A játékosok településeket teremthetnek amely várossá alakulhat lakossági, kereskedelmi és ipari zónák kijelölésével, továbbá a szolgáltatások, a tömegközlekedés és a közművek építésével és fenntartásával. Fejlesztése alatt a SimCity pozitív kritikákat kapott az új játékmotorjáért és játékmenetéért; habár negatív visszajelzést is kapott a játékhoz szükséges állandó internetkapcsolat miatt, amely lehetővé teszi az játékállások online mentését és a nyersanyagok megosztását.
A megjelenése után a játékhoz szükséges az internetkapcsolat miatt technikai problémákkal küszködött, például a szerverek leállásával és túlterhelésével, a mentési és betöltési folyamatok nehézségeivel. Ennek eredményeképpen a legtöbb ismertető a "katasztrófa" és a "játszhatatlan" jelzőkkel illette a játékot.

## Játékmenet
Először is ki kell választani, hogy melyik játékmóddal kíván játszani az ember. Kétféle lehetőség közül választhat, az egyjátékos mód vagy a többjátékos mód. Az egyjátékos játékmód úgy is működik, ha éppen nincsen az illető internet közelben.
Ha ki lett választva az alkalmas játékmód, akkor következik a régióválasztás, melyben azt lehet megnézni, eldönteni, hogy hol szeretnénk elkezdeni az építkezést, a játékot. Amint ez megvan, a nagy régiókon belül egy kisebb területet kell választani. Ezen a területen kezdjük el építeni a városunkat.
A játék több szempontból is komplikált. Sok mindenre kell figyelni, ha sikeres játékmenetet akarunk. Azon ne legyen fennakadás a játék elején, hogy a költségvetések mínuszban vannak, hiszen a város folyamatos növekedésével ez a helyzet gyökeresen változni fog, de ehhez szükséges a simeknek megfelelő ellátást biztosítani, vagy elköltöznek és a város csődbe megy. Ajánlatos kezdőknek először a "tutorial" ismertető játékmódot végigjátszani, ami elárulja, miképp kell játszani.